# Mananjary (district)
Mananjary is een district van Madagaskar in de regio Vatovavy-Fitovinany. Het district telt 300.300 inwoners (2011) en heeft een oppervlakte van 5.245 km², verdeeld over 25 gemeentes. De hoofdplaats is Mananjary. Het district ligt aan de oostkust van Madagaskar.
In het district zijn er smaragdmijnen op ongeveer 30 km ten zuidwesten van de stad Mananjary.